# K.u.k. Dragonerregiment „Herzog von Lothringen“ Nr. 7

Franz III. Stephan, Herzog von Lothringen und Bar

Der Verband war 1663 als Garnier-Cürassiere für die kaiserlich-habsburgische Armee errichtet worden. Aus diesem entwickelte sich im Laufe der Zeit bis hin zur Gemeinsamen Armee innerhalb der Österreichisch-Ungarischen Landstreitkräfte das k.u.k. Dragonerregiment „Herzog von Lothringen“ Nr. 7.
1769 wurde dem Regiment in der neu errichteten Kavallerie-Rangliste die Bezeichnung Cavallerie-Regiment Nr. 21 zugeteilt. Der Name lautete jedoch bis 1798 weiterhin nach dem Regimentsinhaber (der nicht auch der Kommandant sein musste). Eine verbindliche Regelung der Schreibweise existierte nicht. (z. B. Regiment Graf Serbelloni – oder Regiment Serbelloni.) Mit jedem Inhaberwechsel änderte das betroffene Regiment dann auch seinen Namen.
Nach der Änderung des Systems 1798 galt vorrangig die nummerierte Bezeichnung, die unter Umständen mit dem Namen des Inhabers verbunden werden konnte. Hierbei erfolgte zunächst die Umbenennung in Cürassier-Regiment Nr. 7.
Von 1854 bis 1884 hieß das Regiment Dragonerregiment Wilhelm Herzog von Braunschweig Nr. 7
Seit 1888 hatte das Regiment seinen Namen immerwährend zu führen. Dessen ungeachtet wurden im Jahre 1915 alle Ehrennahmen ersatzlos gestrichen. Das Regiment hieß von da an nur noch Dragonerregiment Nr. 7 (Dies ließ sich in der Praxis jedoch nicht durchsetzen, einerseits weil sich niemand daran hielt, andererseits weil die sehr sparsame k.u.k. Militärverwaltung angeordnet hatte, zunächst alle noch vorhandenen Formulare und Stempel aufzubrauchen!)
Zur Systematik wurden nachträglich auch folgende Nummerierungen eingeführt: 1663/1 (nach Tessin), Kürassierregiment K 8 (nach Bleckwenn).

## Vorgeschichte
- 1798–1801 trug das spätere Husarenregiment Nr. 15 die Bezeichnung Dragoner-Regiment Nr. 7
- 1851–1860 trug das spätere Dragoner-Regiment Nr. 14 die Bezeichnung Dragonerregiment Nr. 7

## Formationsgeschichte
- Im November 1663 errichtete der Generalfeldwachtmeister Garnier in Schlesien das Kürassier-Regiment Garnier.
- 1664 mussten 200 Reiter an das Kürassier-Regiment Metternich abgegeben werden
- 1665 wurden Teile des aufgelösten Reiter-Regiments Schmidt eingegliedert
- 1679 wurden vier Kompanien des aufgelösten Kürassier-Regiment Kaunitz eingegliedert
- 1682 war je eine Kompanie zur Errichtung der Kürassier-Regimenter Sachsen-Lauenburg (später Dragoner Nr. 9) und Veterani (1801 als Zezschwitz Nr. 5 aufgelöst) abzugeben
- 1707 Teile des aufgelösten Kürassier-Regiment Bartel eingegliedert
- 1721 eine Kompanie des aufgelösten Dragoner-Regiment Battée eingegliedert
- 1731 Teile der 1727 aufgestellten Auctions Kompanie an das Kürassier-Regiment Portugal (später Dragoner Nr. 9) abgegeben
- 1769 die Karabinier Kompanie an das neu aufgestellte 2. Carabinier - Regiment (später Dragoner Nr. 1) abgegeben, im Ausgleich dafür wurde eine Eskadron des aufgelösten Kürassier-Regiment de Ville zugewiesen
- 1768–1798 führte das Regiment die Kavallerie-Ranglistennummer 21
- 1775 die Oberstlieutenants - Division des aufgelösten Kürassier-Regiment Rothschütz übernommen
- 1798 erhielt das Regiment die Bezeichnung Kürassier-Regiment Nr. 7
- 1802 wurde die Oberstlieutenants-Division des aufgelösten Kürassier-Regiment Zezschwitz Nr. 5 übernommen
- 1867 Umwandlung in Dragonerregiment Nr. 7

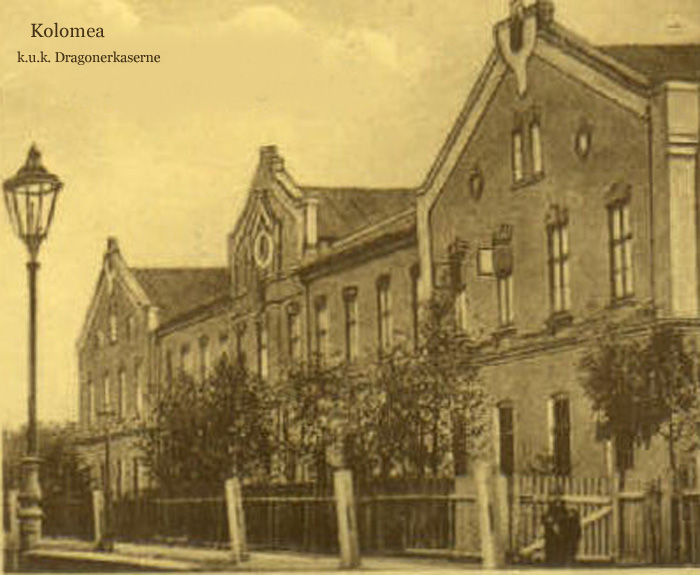
Kaserne des Regiments in Kolomea 1914

## Ergänzungsbezirke
- Von 1781-1817  aus Mähren und Schlesien.
- 1817–1853  aus ganz Böhmen
- 1853–1857 aus dem Bezirk des Infanterieregiments Nr. 42 (Theresienstadt)
- 1857–1860 aus den Ergänzungsbezirken der Infanterieregimenter Nr. 35 und 42 (Pilsen, Theresienstadt)
- 1860–68 aus den Ergänzungsbezirken der Infanterieregimenter  Nr. 28, 42 und 73 (Prag, Theresienstadt, Eger)
- 1868–89 den Ergänzungsbezirken der Infanterieregimenter Nr. 35 und 73 (Pilsen, Eger).
- Seit 1889 war es dem Bereich des VIII. Korps (Militär-Territorial-Bezirk Prag) zugewiesen.

## Friedensgarnisonen
| I. | II. | III. |
| --- | --- | --- |
| - 1665 verteilt auf ganz Schlesien - 1669 Oberungarn° (Szatmár) - 1672 Neutra - 1673–74 verteilt auf ganz Böhmen - 1678–82 verteilt auf Oberungarn - 1698 Slawonien - 1700 Siebenbürgen - 1702–03 Slawonien - 1712–16 Oberungarn (Sároser Komitat) - 1718 Ungarn - 1725 Luxemburg - 1731–34 Böhmen - 1736–37 Warasdin - 1739 Temesvár - 1740–41 Gran - 1747 Wien - 1750 Ungarn (Wieselburger Komitat) - 1752 Siebenbürgen - 1755–56 Banat - 1763 Freudenthal | - 1764 Torda (Siebenbürgen) - 1766 Klausenburg - 1776–78 Udvarhely - 1780 Nagypatak (Valea Mare) - 1782 Wien - 1784 Siebenbürgen - 1787–88 Rákos-Palota (Budapest), - 1790 Nagypatak - 1792 Csaba - 1794–95 Wien - 1798–99 Bechin - 1801 Nagypatak - 1803 Ungvár - 1804–05 Sárospatak - 1806 Gródek - 1807 Krakau - 1808–09 Ziolkiew - 1810 Zombor - 1811–13 Grosswardein - 1814–15 Klattau, dann Grosswardein | - 1816 Kecskemét - 1823 Grosswardein - 1829 Maria-Theresiopel - 1837 Alt-Arad - 1841–48 Pécsvár - 1849 Pest - 1850 Böhmisch Brod - 1851 Gyöngyös, Miskolcz - 1852 Wien - Groß-Enzersdorf - 1859–60 Arad - 1860 Grosswardein - 1861 Ödenburg - 1862 Wien - 1865–66 Fünfkirchen - 1866 Stuhlweißenburg - 1871 Klattau - 1884 Wien - 1890 Brandeis - 1912–14 Stab/I.Division Stanislau - II. Division Kolomea |

° Mit Oberungarn wurden in der k.u.k. Monarchie die damals zu Ungarn gehörenden Teile der heutigen Slowakei bezeichnet.

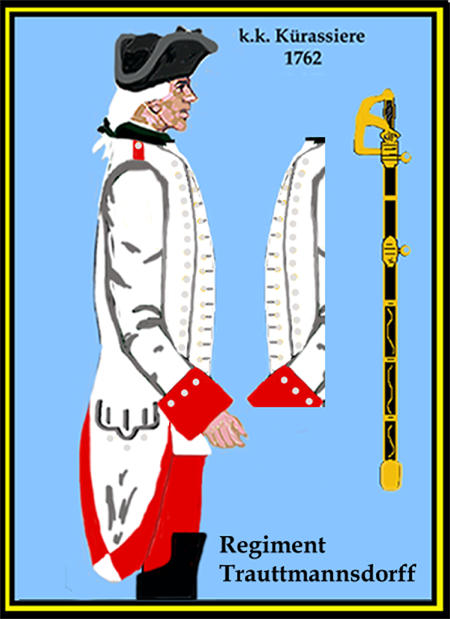
Als Kürassier-Regiment „Trauttmannsdorff“ 1751–1786

## Regimentsinhaber
- 1663 Generalfeldwachtmeister Hans Heinrich Freiherr von Garnier (Kürassier-Regiment Garnier)
- 1664 Obrist Johann Nicolaus Graf Nostitz von Kunewald (Kürassier-Regiment Graf Nostitz von Kunewald)
- 1670 Obrist Graf Johann Heinrich von Dünewald (Kürassier-Regiment Graf Dünewald)
- 1691 Obrist Veith Heinrich Truchsess von Wetzhausen (Kürassier-Regiment Wetzhausen)
- 1697 Obrist Christian Prinz von Braunschweig-Lüneburg und Hannover (Kürassier-Regiment Prinz von Braunschweig-Lüneburg)
- 1703 Feldmarschall-Lieutenant Lamoral Graf von Latour (Thurn) und Taxis (Kürassier-Regiment Graf Latour)[4]
- 1711 Generalfeldwachtmeister Peter Joseph de Viard (Kürassier-Regiment Viard)
- 1718 Feldmarschall-Lieutenant Johann Andreas Graf von Hamilton (Kürassier-Regiment Graf Hamilton)
- 1738 General der Kavallerie Joseph Conte de Bernes (Kürassier-Regiment Conte de Bernes)[5]
- 1751 Generalfeldwachtmeister Franz Graf Trautmannsdorff (Kürassier-Regiment Graf Trautmannsdorff)
- 1786 Generalmajor Ferdinand Graf Harrach (Kürassier-Regiment Graf Harrach)
- 1790 Feldmarschall-Lieutenant Christoph Freiherr von Wallisch (Kürassier-Regiment Wallisch)[6]
- 1794 Generalmajor Carl Eugen Prinz Lothringen - Lambesc (Kürassier-Regiment Prinz Lothringen)
- 1798 Änderung der Namensgebung in Kürassier-Regiment Nr. 7
- 1826 Generalmajor Heinrich Graf Hardegg
- 1854–1884 Feldmarschall Wilhelm Herzog zu Braunschweig
- 1867 Umwandlung in Dragoner Regiment Nr. 7
- 1884–1888 unbesetzt
- Seit 1888 führt das Regiment den Namen "Herzog von Lothringen und Bar"

### Zweiter Inhaber
- 1854 FML Jakob von Parrot († 1858)
- 1859 Freiherr Friedrich von Blomberg, FML

## Regiments-Kommandanten
| I. | II. | III. |
| --- | --- | --- |
| - 1663 der Inhaber Generalfeldwachtmeister Granier - 1664 der Inhaber, Obrist Graf Nostitz - 1670 der Inhaber Obrist Dünewald - 1675 Obristlieutenant Johann Heinrich Graf Kueffstein - 1677 Obristlieutenant La Fosse - 1679 Obristlieutenant Kunitz (Könitz?) - 1681 Obristlieutenant Peter von Welsersheimb - 1684 Obristlieutenant Sigmund Graf Kaplirs - 1685 Obristlieutenant Lorenz Graf Hofkirchen - 1691 Obristlieutenant Freiherr von Ketteler - 1694 der Inhaber Obrist Truchsess - 1694 Obristlieutenant Johann Paul Graf Caraffa - 1703 Obristlieutenant-Obrist Peter Joseph de Viard - 1708 Obristlieutenant Laser - 1716 Obristlieutenant-Obrist Johann Christoph Seherr von Thoss - 1727 Obrist Demetrius Freiherr von Kavanagh - 1734 Obrist Philipp Freiherr von Philibert - 1739 Obrist Claudius Graf Circourt - 1740 Obrist Alois Graf Radicati - 1745 Obrist Benedict von Rossiéres | - 1749 Obrist Joseph von Lehner - 1756 Obrist Joseph Roth - 1759 Oberst Joseph Anton Graf Turati - 1771 Oberst Sigmund Freiherr von Knebel - 1777 Oberst Casimir Freiherr von Trickel - 1782 Oberst Michael von Melas - 1788 Oberst Joseph Graf Auersperg - 1789 Oberst Joseph Freiherr von Roth - 1794 Oberst Nicolaus Graf Pálffy ab Erdöd - 1796 Oberst Johann Graf Mercandin - 1800 Oberst Max Graf Kollonits von Kollograd - 1801 Oberst Clemens Freiherr von Thünefeld - 1806 Oberst Johann Piccard von Grünthal - 1809 Oberst Ferdinand Prinz von Hessen-Homburg - 1814 Oberst Ernst Freiherr von Penz - 1819 Oberst Alexander Freiherr von Bolza - 1816 Oberst Georg Alexander Koch - 1832 Oberst Ernst Freiherr Dlauhowesky von Langendorf - 1838 Oberst Ludwig Riepenhoff von Helvoor | - 1846 Oberst Franz Sedlmayer von Seefeld - 1849 Oberst Adam Stauffer - 1849 Oberst Joseph Algyay von Algyest - 1851 Oberst Alphons Graf Seldern - 1852 Erzherzog Rainer (zweiter Oberst) - 1859 Oberst Alfred Graf Königsegg-Aulendorf - 1862 Oberst Hermann Freiherr von Ramberg - 1868 Oberst Cajetan von Giusti - 1868 Oberst Freiherr Oswald von Coburg - 1876 Oberstlieutenant-Oberst Carl Fischer von Wellenborn - 1882 Oberst Wilhelm von Bothmer - 1888 Oberst Erich Ritter von Engel - 1891 Oberst Moriz Graf Attems - 1897 Oberstlieutenant-Oberst Anatol Graf Bigot de St. Quentin - 1903 Oberst Wilhelm Karger - 1909 Oberst Artur Hilvety - 1913 Oberstleutnant Stanislaus von Krousky-Orzynow |

## Gefechtskalender
→Türkenkrieg 1663/1664

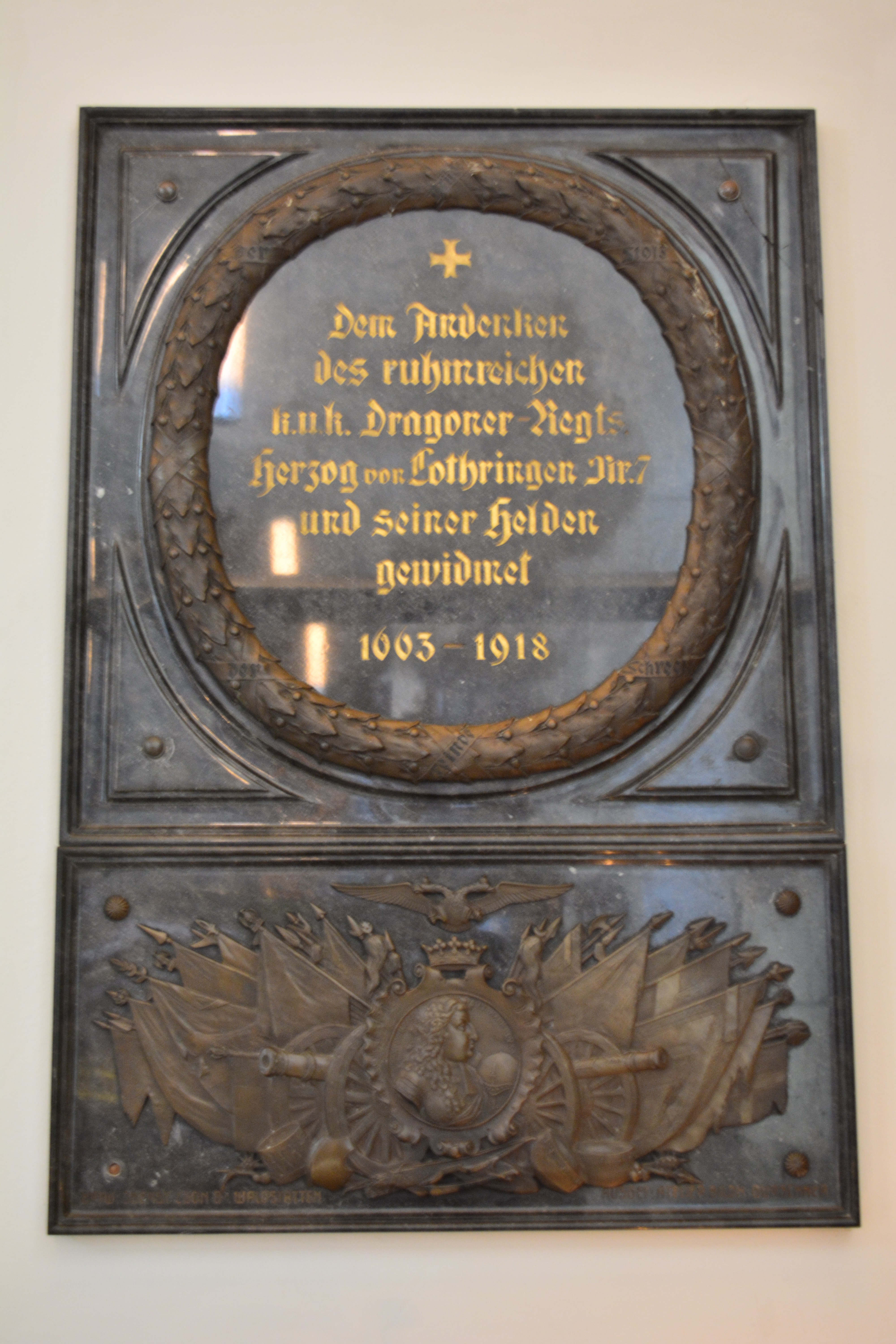
Gedenktafel in der Kapuzinerkirche in Wien

- 1664 Kämpfe in Oberungarn bei Heiligenkreuz und bei Levencz

→Antihabsburgischen Aufstände im Königreich Ungarn von 1671–1711
- 1671 Gefecht bei Freistadtl gegen die Malcontenten in Ungarn

→Holländischer Krieg
- 1673 mit fünf Kompanien auf den Kriegsschauplatz am Rhein. Gefecht bei Wertheim
- 1674 Gefecht bei Sinsheim. Rückzugsgefechte bei Ladenburg und Zwingenberg. Gefechte bei Florsheim, Heiligenstein, Eiselsheim und bei Mülhausen
- 1675 Teile des Regiments im Gefecht bei Bischen, in der Schlacht bei Altenheim, den Gefechten bei Benfelden und Molsheim. Bei Theux gerieten zwei Kompanien in Kriegsgefangenschaft. Der Regimentsinhaber, Generalfeldwachtmeister Dünewald wurde in Anerkennung seiner Verdienste, die er sich hier erworben hatte, in den Grafenstand erhoben.
- 1676 Hohe Verluste im Gefecht bei Gengenheim (Zabern) Zur Belagerungstruppe vor der Festung Philippsburg abgestellt
- 1677 Patrouillen- und Sicherungsdienste in Lothringen

- 1678 nach Ungarn beordert. Gefecht bei Heiligenkreuz

→Großer Türkenkrieg
- 1683 zur Armee des Herzog von Lothringen abgestellt. Teilnahme am Gefecht bei Krems, der Entsatzschlacht vor Wien sowie dem Gefecht bei Párkány und dem Gefecht bei Szécsény
- 1684 Gefecht bei Waitzen und Belagerung von Ofen
- 1685 Zur Hauptarmee abgestellt. Kämpfe bei Gran, später Patrouillendienst in Oberungarn
- 1686 Abermals bei der Belagerung von Ofen, Kämpfe gegen die Entsatz-Armee, Gefechte bei Szolnok, Arad und Szegedin
- 1687 Bei der Armee an der Drau. Gefechte bei Siklós und am Berg Harsány. Vertreibung der Türken aus Slawonien
- 1688 Gefecht an der Save, dann bei der Belagerung und Einnahme von Belgrad

→Pfälzischer Erbfolgekrieg
- 1689 Zum Kriegsschauplatz am Rhein abgestellt. Belagerung von Mainz und Bonn
- 1690 Patrouillen- und Sicherungsdienste

→Großer Türkenkrieg
- 1691 Verlegung nach Ungarn. Gefecht bei Szlankamen und bei der Belagerung von Grosswardein
- 1692 Einnahme von Gyula, dann im Banat
- 1693 Patrouillen- und Sicherungsdienste
- 1694 Verlegung nach Siebenbürgen
- 1695 im Korps Veterani. Schlacht bei Lugos
- 1696 Schlacht bei Olaschin
- 1697 Im Korps Rabutin nach Ungarn verlegt. Schlacht bei Zenta. Ein Detachement unter Generalfeldwachtmeister Viard war am Streifzug gegen Uj-Palánka beteiligt
- 1698 mit der Hauptarmee gegen Temesvár vorgerückt. Streifzug nach Arad

→Spanischer Erbfolgekrieg
- 1703 Aus Slawonien zum Korps Schlick nach Deutschland abgestellt. Bei Eisenbirn erlitt das Regiment im Scharmützel mit bayerischen Truppen hohe Verluste. Danach Verlegung auf den Kriegsschauplatz nach Ungarn. Gefecht bei Levencz

→Antihabsburgischen Aufstände im Königreich Ungarn
- 1704 Im Korps Heister an Gefechten bei Szent-Miklós, Stuhlweißenburg, Gyarmat (Raab) und der Schlacht bei Tyrnau teilgenommen
- 1705 Gefecht bei Bibersburg und Schlacht bei Sibó. Danach Verlegung nach Siebenbürgen
- 1706 Verlegung nach Oberungarn  zum Korps Rabutin und mit diesem an der erfolglosen Belagerung Kaschaus teilgenommen
- 1707 In das Korps Starhemberg (linkes Donauufer) eingeteilt, geringe Gefechtstätigkeit
- 1708 Kämpfe bei Skalitz und Trentschin
- 1709 Streifzüge gegen die festen Plätze Arva und Laschau in Oberungarn
- 1710 Abteilungen des Regiments kämpften bei Romhány und nahmen an weiteren Operationen in Oberungarn teil
- 1711 Einnahme von Kaschau
- 1713 300 Reiter des Regiments nahmen am Reitergefecht bei Karlowitz teil. Schlacht von Peterwardein und Belagerung von Temesvár
- 1717 Belagerung von Belgrad und Schlacht bei Belgrad

→Polnischer Erbfolgekrieg
- 1734 Nach Italien verlegt, kämpfte das Regiment im Schemützel bei Colorno, in der Schlacht bei Parma, bei  Quistello und in der Schlacht bei Guastalla
- 1735 Patrouillen- und Sicherungsdienste in Oberitalien

→Russisch-Österreichischer Türkenkrieg (1736–1739)
- 1737 Kroatischer Kriegsschauplatz. Kämpfe bei Banja Luka und Trn (Klasnica)
- 1738 Gefechte bei Kornia und Mehadia
- 1739 Große Verluste hatte das Regiment in der Schlacht bei Grocka

→Österreichischer Erbfolgekrieg
- 1741 Patrouillen- und Sicherungsdienste im Korps Lobkowitz in Böhmen
- 1742 Abgestellt zum Korps Khevenhüller in Oberösterreich. Kämpfe in Bayern mit einem Gefecht bei Straubing. Dann wieder zur Armee in Böhmen verlegt
- 1743 Operationen in Bayern und am Rhein
- 1744 Patrouillen- und Sicherungsdienste am Rhein und in Böhmen
- 1745 Schlacht bei Hohenfriedberg und Schlacht bei Soor

→Siebenjähriger Krieg
- 1756 Schlacht bei Lobositz
- 1757 Schlacht bei Prag. Im Verband der Reichsarmee in der Schlacht bei Roßbach
- 1758 Patrouillen- und Sicherungsdienste an der böhmisch-sächsischen Grenze, ohne Aktion
- 1759 Belagerung von Dresden, Schlacht bei Torgau und Gefecht bei Meißen
- 1760 Im Korps Loudon focht mit besonderer Auszeichnung in den Kämpfen bei Landeshut und Liegnitz
- 1761 Belagerung von Schweidnitz
- 1762 Gefecht bei Peilau (am Fischberg)

→Bayerischer Erbfolgekrieg
- 1778–79 Patrouillen- und Sicherungsdienste bei der Hauptarmee in Böhmen.

Russisch-Österreichischer Türkenkrieg (1787–1792)
- 1789 Zur Belagerung von Belgrad abgerückt. Abteilungen des Regiments nahmen im Banat an den Gefechten bei Alibunár, Boksan, Szent Mihály und der Eroberung von Uj-Palánkla teil.

→Koalitionskriege
- 1796 Abmarsch zum Korps Latour nach Deutschland.  Eine Division zeichnete sich im Gefecht bei Herbolzheim aus. Gefecht bei Immenstadt mit besonderer Auszeichnung, bei Isny, Memmingen und Schliengen
- 1797 stand das Regiment vor Kehl
- 1799 Kämpfe bei Ostrach und Stockach. Belagerung und Einnahme von Mannheim
- 1800 Gefechte bei Möskirch, Biberach, der Schlacht von Ulm und Gefecht bei Neuburg. Später in der Schlacht bei Hohenlinden und dem Gefecht bei Schwanenstadt.
- 1805 Im Korps Kienmayer Gefechte bei Amstetten und Stein. Rückzugsgefechte nach der Schlacht bei Austerlitz
- 1809 Im VII. Korps Erzherzog Ferdinand Kämpfe bei Raszyn und weitere Operationen in Polen. Vier Eskadronen im Gefecht bei Tachów

→Befreiungskriege
- 1813 Schlacht um Dresden, Völkerschlacht bei Leipzig und am 16. Oktober eine Attacke bei Gröbern.
- 1814 Der Süd-Armee zugeteilt, nahm die Einheit an den Gefechten bei St. Léger Belleville und Limonest, dann an der Einnahme von Lyon teil

→Herrschaft der Hundert Tage
- 1815 Patrouillen- und Sicherungsdienste in Frankreich

→Revolution von 1848/1849 im Kaisertum Österreich
- 1848 in der Armee des Banus Jellacic nahm das Regiment an den Gefechten bei Pákozd und Velencze, der Einschließung von Wien sowie am Gefecht bei Schwechat teil. Später in Ungarn Kämpfe bei Bábolna und bei Moór
- 1849 Kämpfe bei Tetény, die Majors-Division mit Auszeichnung bei Szolnok. Detachements kämpften bei Czegléd, Czibakháza und Szolnok, bei Tapio-Bicske, Isaszeg und Keresztúr. Im Sommerfeldzug Kämpfe bei Kács, ein Gefecht bei O-Becse und Schlacht bei Hegyes

→Sardinischer Krieg

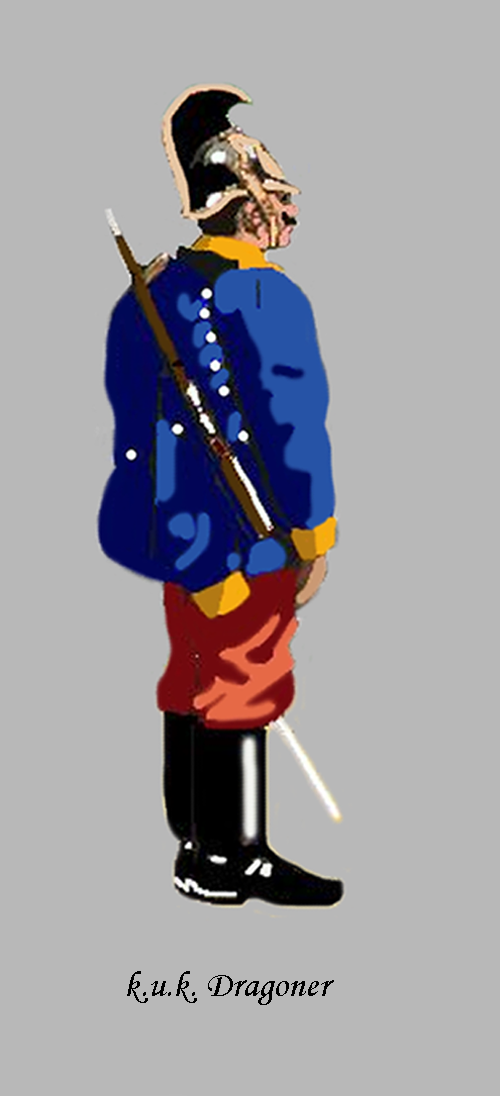
Dragoner des Regiments im Jahre 1914

1859 Patrouillen- und Sicherungsdienste in Italien
→
Deutscher Krieg
- 1866 Vier Eskadronen in der 2. Reserve Kavallerie-Division der Nordarmee eingeteilt. Keine größere Kampfhandlung in der Schlacht bei Königgrätz. Vereinzelte Vorpostengefechte bei Tischnowitz.

→Erster Weltkrieg
Im Ersten Weltkrieg sahen sich die Kavallerie-Regimenter den unterschiedlichsten Verwendungen ausgesetzt. Zum Teil bestanden sie im Regimentsverband weiter, zum Teil wurden sie eskadronsweise auf die Infanterie-Truppendivisionen, Korps- und Armeestäbe als sogenannte Divisionskavallerie aufgeteilt (sie versahen dort Dienste als Aufklärungs- und Meldereiter sowie als Sicherungs-Detachements). Die meisten der Regimenter mussten jedoch bald die Pferde abgeben (soweit sie noch welche hatten) und kamen danach zum infanteristischen Einsatz. Genauere Erkenntnisse liegen zurzeit nicht vor.

## Verbleib
Nach der Proklamation der Tschechoslowakei als eigenständiger Staat im Oktober 1918 wurden die tschechischstämmigen Soldaten von der Interimsregierung aufgerufen, die Kampfhandlungen einzustellen und nach Hause zurückzukehren. In der Regel wurde dieser Aufforderung von der tschechischen Mannschaft des Regiments Folge geleistet. (Staatsrechtlich galt das auch für die Deutsch-Böhmischen Soldaten, da sie jetzt plötzlich tschechoslowakische Staatsbürger waren. Inwieweit sie dieser Aufforderung nachgekommen sind, ist nicht mehr nachvollziehbar, dürfte jedoch eher die Ausnahme gewesen sein.) Somit war der Verband seinem bisherigen Oberkommando, dem k.u.k. Kriegsministerium entzogen und konnte von diesem nicht demobilisiert und allenfalls theoretisch aufgelöst werden. Ob, wann und wo eine solche Auflösung stattgefunden hat, ist gegenwärtig nicht bekannt.

## Verbandszugehörigkeit und Status im Juli 1914
XI. Korps - 8. Kavallerie Truppendivision - 13. Kavalleriebrigade
Nationalitäten: 50 % Tschechen - 50 % Deutsche
Regimentssprache: Tschechisch und Deutsch

## Adjustierung
- Adjustierung als Kürassier-Regiment

1738: weißer Rock, rote Aufschläge
1765 (1767): weißer Rock, dunkelblaue Egalisierung, weiße Hosen, weiße Knöpfe
- Kürassier-Regiment Nr. 7

1798: weißer Rock, dunkelblaue Egalisierung, weiße Hosen, weiße Knöpfe
1850: weißer Waffenrock, dunkelblaue Egalisierung, lichtblaue Patalons, weiße Knöpfe
- Dragoner-Regiment Nr. 7

1868: lichtblauer Waffenrock, schwefelgelbe Egalisierung, krapprote Stiefelhose, weiße Knöpfe

## Gliederung
Ein Regiment bestand in der Österreichisch-Ungarischen Kavallerie in der Regel ursprünglich aus drei bis vier (in der Ausnahme auch mehr) Division. (Mit Division wurde hier ein Verband in Bataillonsstärke bezeichnet. Die richtige Division wurde Infanterie- oder Kavallerie-Truppendivision genannt.) Jede Division hatte drei Eskadronen, deren jede wiederum aus zwei Kompanien bestand. Die Anzahl der Reiter in den einzelnen Teileinheiten schwankte, lag jedoch normalerweise bei etwa 80 Reitern je Kompanie, bzw. 160 Reitern je Eskadron.
(Bei der, durch Kaiser Joseph II. begonnenen Heeresreform war die Kompaniegliederung innerhalb der Kavallerie aufgegeben worden.)
Die einzelnen Divisionen wurden nach ihren formalen Führern benannt:
- die 1. Division war die Oberst-Division
- die 2. Division war die Oberstlieutenant (Oberstleutnant)-Division
- die 3. Division war die Majors-Division
- die 4. Division war die 2. Majors-Division
- die 5. Division (soweit vorhanden) war die 3. Majors-Division

Im Zuge der Heeresreform wurden die Kavallerie-Regimenter ab 1860 auf zwei Divisionen reduziert.
Bedingt durch die ständige Umbenennung sind die Regimentsgeschichten der österreichisch-ungarischen Kavallerie nur sehr schwer zu verfolgen. Hinzu kommt die ständige und dem Anschein nach willkürliche, zum Teil mehrfache Umklassifizierung der Verbände. (Zum Beispiel: K.u.k. Böhmisches Dragoner-Regiment „Fürst zu Windisch-Graetz“ Nr. 14)